# 郭光雄 (動物學家)
郭光雄（1941年12月16日—），台灣動物學家，專長水產生物學，台南市人，是台大畢業生出任台大代理校長的史上第2位（第1位是杜聰明）。

## 生平
1960年進國立臺灣大學動物學系讀書，1964年畢業，1966年留學日本，得東京大學理學碩士、博士（1971年）學位。
1972年任台灣大學副教授，1975年升正教授，曾兼動物學系主任、理學院院長、教務長行政職。1993年2月27日，時任台大校長孫震入連戰內閣任國防部部長，他以台大教務長代理校長，同年6月交棒給新任校長陳維昭醫生。
後經李登輝總統、陳水扁總統提名，立法院投票通過，任考試院第9屆、第10屆考試委員。
| 前任： 孫震 | 國立臺灣大學校長 1993年（代理） | 繼任： 陳維昭 |